# Origine de la monnaie en Occident
L'origine de la monnaie, ou plus exactement des pièces de monnaie, a été clairement située dans le temps et dans l'espace par la recherche historique moderne. Selon le consensus scientifique en vigueur, les premières pièces de monnaie auraient été frappées aux alentours du VIIe siècle av. J.C. dans le royaume de Lydie et plusieurs cités indépendantes d'Asie Mineure.

## Moyens d'échange et « monnaies » dans le Proche-Orient ancien

### Le shekel ou sicle étalon

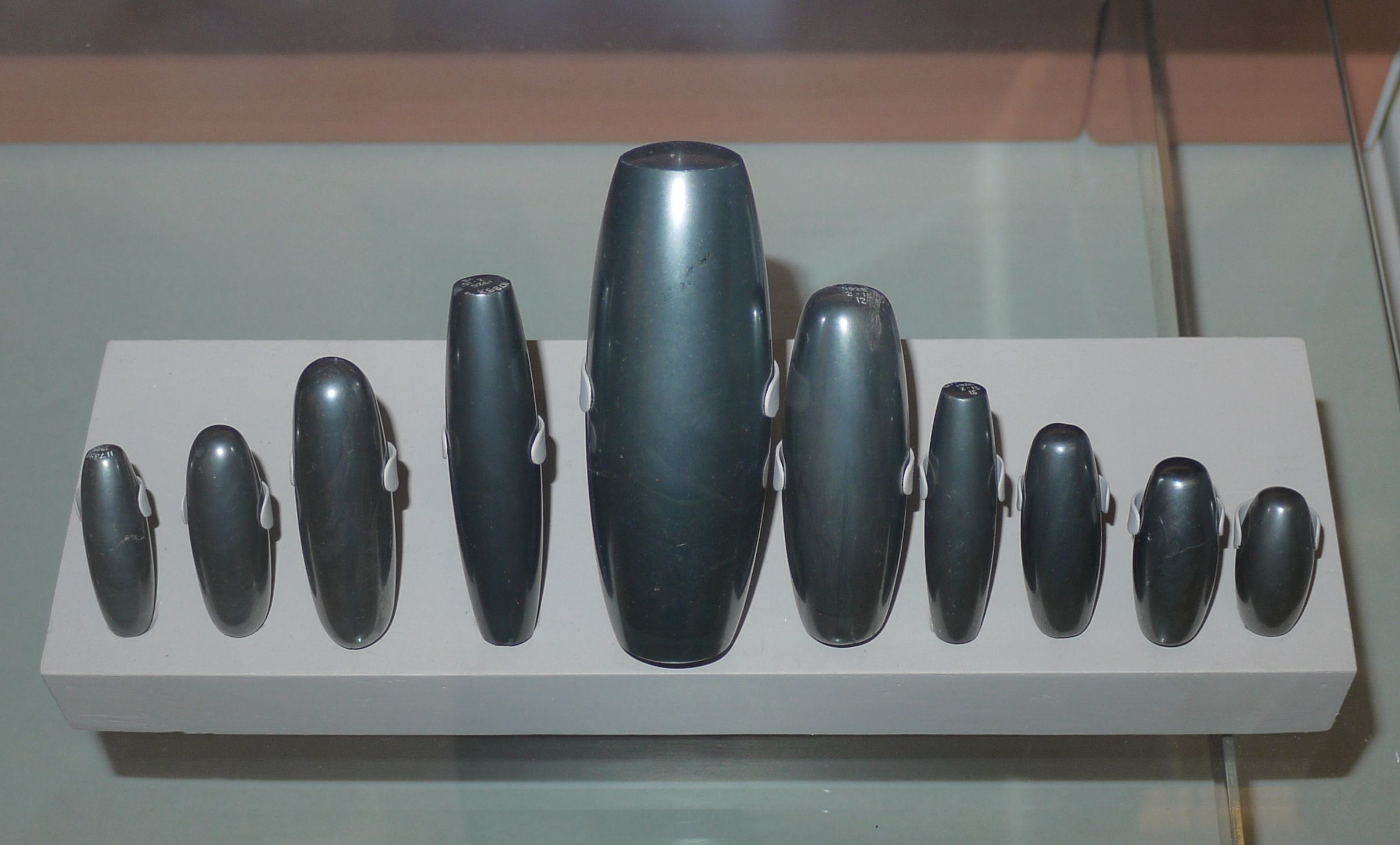
Série de poids en hématite de l'époque mésopotamienne : le plus petit équivaut à 3 shekels.

Dès le début du IIIe millénaire, voire plus tôt encore, la civilisation mésopotamienne a recours, au quotidien, à des moyens de paiement et d'échange. Il peut s'agir de biens périssables (céréales, ovins…), artisanaux (vêtements) ou de métaux. Au cours de la Troisième dynastie d'Ur, l'argent métal commence à s'imposer comme le bien intermédiaire de référence. Cette imposition est assez logique, dans la mesure où l'or est particulièrement rare au Proche-Orient ancien : le rapport entre les deux métaux est alors de 1:60 en moyenne, autrement dit, il fallait en moyenne 60 parts d'argent pour obtenir une part d'or. Ceux qui ont pour fonction d'être scribe et comptable, prennent l'habitude de noter l'ensemble des prix par rapport au « shekel » (en akkadien : šiqlu), une unité de poids d'argent variable selon les lieux et les époques : ainsi, le rapport entre l'argent et l'or dépendait par exemple de la proximité d'un lieu d'extraction ou de l'arrivée massive de ces métaux par voie de conquête, phénomènes qui venaient bouleverser les rapports d'échange. Cette pratique se perpétue tout au long de la haute antiquité jusqu'à la généralisation de la pièce de monnaie. 
La valeur de l'argent est déterminée par son poids et sa qualité. Il peut être fondu en lingot ou, plus fréquemment, séparé en morceaux. Ces morceaux sont de tailles variables et inégales, découpés au jugé par des marchands privés, mais en référence à un étalon. La pesée est ainsi essentielle pour déterminer la valeur d'une somme. Elle se combine éventuellement avec un examen de la qualité — une partie du morceau est alors fondue pour déterminer sa pureté. Certains textes perses font ainsi état d'un argent pur ou ginnu et d'un argent impur (teneur inférieure à 800 ‰), jugé impropre au commerce.
Ce moyen de paiement anonyme et rare suffit à assurer le fonctionnement de l'économie mésopotamienne. Les subventions étatiques et la redistribution des biens de première nécessité par l'appareil administratif rendent superflu l'usage d'un medium d'échange dans les transactions quotidiennes. Seule l'élite utilise couramment l'argent métal pour des acquisitions importantes (terres, biens rares, achats en gros…).

### Mise en place d'une unité de compte
L'absence d'une véritable monnaie aurait pu se poser avec plus d'acuité dans le cadre des échanges internationaux. À partir du début du IIe millénaire, des entreprises commerciales de grande ampleur commencent à se développer. Des marchands assyriens regroupés en compagnies commerciales (appelées bītum, « maison ») établissent une liaison permanente entre le plateau iranien et l'Anatolie (à Kanesh) via l'Assyrie. Des caravanes d'ânes transportent le textile iranien jusque dans les cités anatoliennes, puis rapportent l'argent issu de ces transactions en Assyrie. Sans tenir compte des frais, le bénéfice global de ces opérations est en moyenne de 2:1, soit 100 %.
Pour assurer le fonctionnement de ce trafic élaboré, les marchands assyriens perfectionnent la terminologie économique héritée des Sumériens. Des concepts assez simples acquièrent une signification complexe : šīmum ou achat désigne progressivement la situation financière globale ; maḫīrum ou confrontation se rapporte à l'espace réel ou conceptuel du marché (soit la confrontation dynamique des prix les uns avec les autres). Plusieurs procédés coexistent parallèlement pour exprimer la cotation des prix, par rapport au shekel d'argent. Le plus courant présuppose l'usage du distributif TA, qui prend un sens différent selon le bien considéré. Le cours de la mine d'étain ou du cuivre est déterminé d'après le nombre d'unités nécessaire pour produire un shekel d'argent (ainsi, 60 cuivre indique une valeur d'1/60e de shekel). Inversement, le cours de la mine d'or ou du kutānū de textile, généralement élevé, est déterminé d'après le nombre de shekels (ainsi, 1 or indique une valeur de 60 shekels). Cette cotation souple et complexe permet de résoudre les difficultés posées par une unité de compte trop rare et trop élevée. Ainsi amorti, le shekel se comporterait « tout à fait comme une monnaie ».
Les informations économiques et commerciales se font plus rares au cours du IIe millénaire. Elles proviennent pour l'essentiel de documents administratifs ou de correspondances royales, en provenance de Mari ou El Amarna. Cela tiendrait apparemment à un changement de support écrit. Les marchands délaissent les tablettes d'argiles au profit de supports précaires qui n'ont pas pu être conservés : « l'époque néo-assyrienne n'offre que très peu de données sur le commerce en général, les contrats, rédigés en araméen sur des matériaux périssables, ne nous étant pas parvenus ». Sans être une certitude, la pérennité du shekel-unité-de-compte paraît probable.

### Le shekel est-il une monnaie?
La dénomination du shekel a donné lieu à des résolutions très diverses dans les analyses modernes. Les options terminologiques adoptées sont généralement cohérentes avec les options historiographiques. Karl Polanyi se réfère à quatre fonctions distinctes : le moyen d'échange, l'unité de compte, l'étalon de valeur et le moyen de paiement. Ses fonctions coexistent dans le Proche-Orient ancien sans jamais se joindre. Ainsi, le shekel d'argent servirait exclusivement de moyen de paiement. 
Klaas Veenhof rejette partiellement cette approche de Polanyi. Selon lui, le shekel assurait complètement les fonctions susmentionnées : « l'argent fonctionne effectivement comme monnaie, non seulement en tant que standard de valeur et moyen de paiement, mais également comme « moyen d'échange indirect ». Même si l'échange entre l'étain et l'argent était, dans une certaine mesure, direct (l'argent en Assyrie était échangé contre l'étain ; l'étain en Anatolie était échangé encore contre de l'argent ; un tiers produit n'intervient pas forcément), il était en même temps indirect car il n'y avait pas d'échange direct entre ceux qui vendaient initialement l'étain (très probablement les iraniens, même si des assyriens peuvent l'avoir importé de l'Iran en Assyrie), et ceux qui en font, en fin de compte l'acquisition : les anatoliens et leur industrie du bronze ». En conséquence, Veenhof qualifie, sans ambiguïté, le shekel de monnaie : « l'argent en tant que monnaie est clairement distinct de la marchandise (luqūtum, soit ce qui est pris, acheté en échange d'un paiement en argent) »
Dans une synthèse récente, Georges Le Rider opte pour une certaine ambiguïté avec « monnaie » : « la monnaie est entre guillemets dans l'orient ancien ». Il reconnaît que le shekel remplit, dans une certaine mesure, les fonctions de la monnaie. Pourtant deux choses le distinguent radicalement des pièces frappées. Tout d'abord, son anonymat : il n'est qualifié par aucun signe de sorte que rien ne permet de connaître son origine . Ensuite, sa corrélation complète avec un matériau précis : par contraste, les pièces de monnaie disposent presque toujours d'une valeur virtuelle ou fiduciaire, liée à la garantie de l'État.

## Les sceaux assyriens: des objets de transition?
La nécessité de vérifier la qualité de l'argent et d'éviter les fraudes ont amené les souverains assyriens à mettre en place une sorte de garantie d'État. Des sceaux sont ainsi apposés sur des lingots d'argent considérés comme vérifiés et donc commerçables. Certaines associations de marchands émettaient également leurs propres sceaux. Ces lingots vérifiés sont assez recherchés par les acteurs économiques. Plusieurs tablettes réclament de l'argent « marqué d'un sceau ».
Ces sceaux constituent-ils une sorte d'ancêtre de la pièce de monnaie, voire des pièces de monnaie à part entière ? La question fait toujours débat parmi les spécialistes. Edouard Lipiński souligne que, à partir du VIIIe siècle, les temples assyriens fonctionnaient en quelque sorte comme des banques d'États en garantissant l'argent émis. De fait, « On peut se demander ce qu'il manque encore aux « pains » et aux « miches » d'argent de l'excellent aloi d'Ištar d'Arbèles pour mériter le nom de monnaie mise en circulation avec l'accord de l'autorité souveraine pour servir aux échanges ». Les seules déficiences que relève Lipinski sont techniques : les sceaux ne sont marqués que d'un côté, le moulage se révèle imparfait ce qui suscite d'importantes variations de poids. Par rapport à ces productions, la monnaie Lydienne ne marque qu'une avancée relative : « L'idée paraît avoir germé dans les grands temples de l'Empire assyrien, avec lequel la Lydie devait entretenir des relations, directes ou indirectes ». Dans une même optique, Miriam S. Balmuth postule une continuité ininterrompue entre les moyens d'échange mésopotamiens et la monnaie lydienne. Elle caractérise ainsi un disque assyrien orné d'un sceau comme emblématique d'un « moment critique où, par le transfert de l’inscription sur le disque, le moyen d’échange acquiert la garantie à partir de laquelle il devient une pièce ».
Ces théories continuistes ont été critiquées par Nicola Franco Parise. D'une part, les lingots sont peu maniables, presque exclusivement destinés à la thésaurisation ou à certaines grandes entreprises commerciales. Ils circulent peu, ce qui est paradoxal pour un « moyen d'échange ». Ensuite, surtout, la monnaie ne signifie pas seulement une garantie ou une reconnaissance. Elle implique un détachement du poids, du volume métallique, l'orientation vers un « pur signe de valeur ».

## L'apparition du monnayage en Lydie

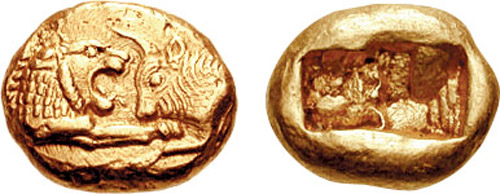
Statère de Sardes daté entre 560 et 546 av. J-C

### La date
La plupart des historiens et numismates s'accordent à établir l'apparition des pièces de monnaie vers ou peu après -560 en ce qui concerne les monnaies en or et en argent.
Au terme de ses fouilles à Éphèse, l'archéologue David Hogarth conjecture que les pièces les plus anciennes doivent remonter au début du VIIe siècle : « Les divisions arbitraires selon les règnes des rois lydiens sont plus ou moins hypothétiques, mais il y a des raisons de penser que les spécimens grossiers et non gravés remontent, au plus tard, au règne de Gygès (687-652 av. J-C) et qu'aucune des pièces frappées et gravées avec des représentations animales sur l'avers sont postérieures au règne d'Alyattès, qui mourut en 561 av. J-C »
Dans un article de 1951, Edward Robinson remet en cause la théorie d'Hogarth. Il remarque que les datations des dépôts monétaires sont généralement surévaluées : « La date proposée pour A [une base architecturale contenant 24 pièces d'electrum] paraît trop précoce, et l'on peut se demander si Hogarth et Gjerstad n'ont pas tenu excessivement compte des reconstructions successives »
Ces doutes sont confirmés par toute une série de fouilles menées dans les années 1990. Les évaluations d'Hogarth sont définitivement invalidées. Des indices concordants permettent de dater les premiers dépôts monétaires vers 560-550 av. J.-C. Comme le souligne Georges Le Rider, la date d'apparition de la monnaie ne constitue plus réellement un problème historiographique.

### Le lieu

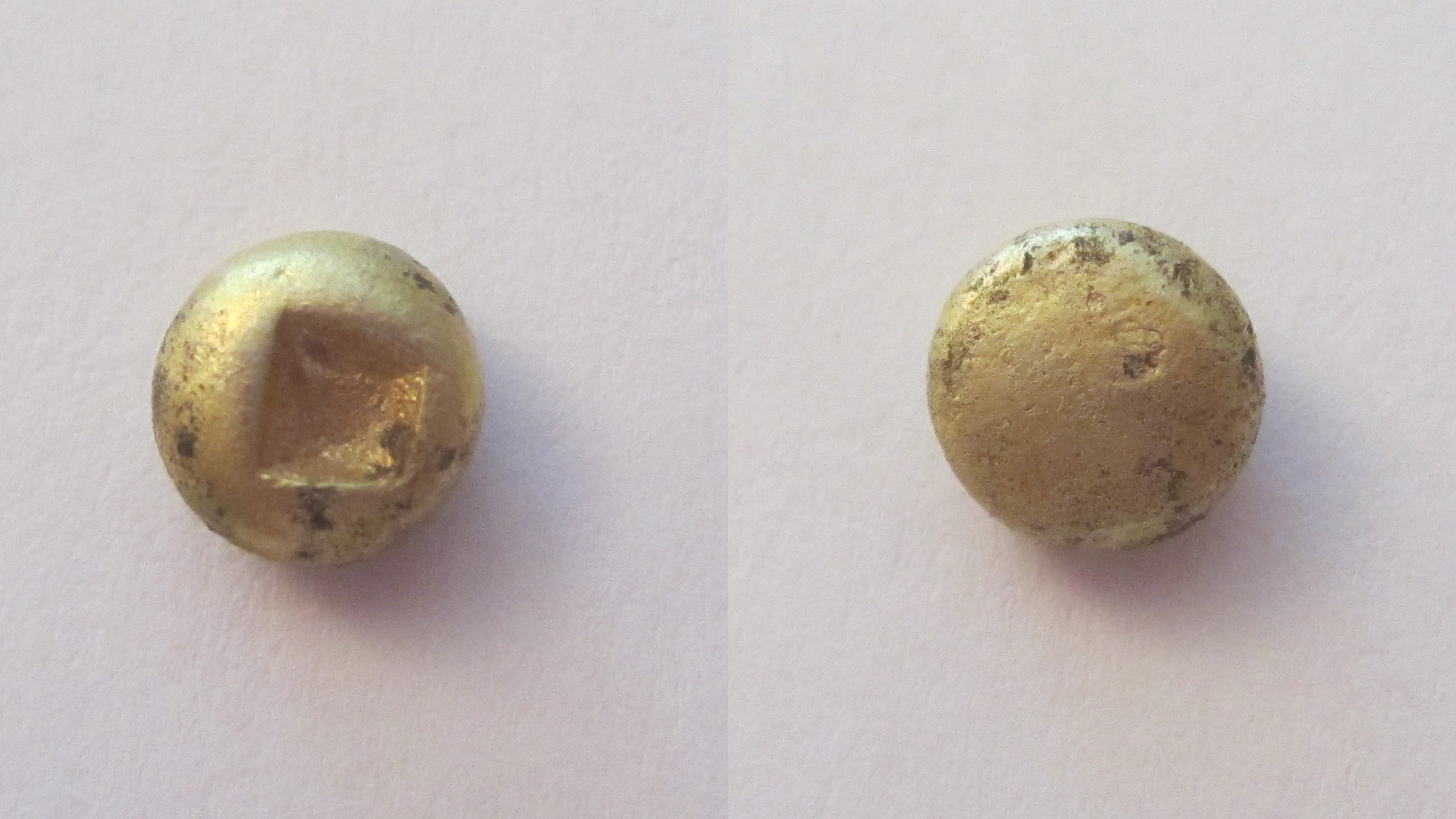
Ionie, 1/12e statère en électrum (1,09 gramme) frappé entre 650 et 600 av. J.-C. Le revers est un carré creux de forme pyramidal et l'avers, une surface plane sans motif. L'étalon est milésiaque.

Autant la question de la date a été à-peu-près résolue, autant celle du lieu se pose toujours. Les divers signes figurant sur des pièces ont permis d'étayer diverses hypothèses sur leur provenance. Certains sceaux figurant sur l'envers ont été interprétés comme des symboles de cités émettrices, en particulier le Lion pour Milet et le phoque pour Phocée. Le poinçon figurant sur l'envers est un indicateur beaucoup mieux établi, quoique assez ambigu. Les subdivisions monétaires étaient exprimées par un ensemble de formes distinctes selon les régions émettrices. En Lydie, un rectangle et deux carrés indiquent un statère, deux carrés un hecté ou un trité, et un seul carré, des unités encore plus petites qui vont jusqu'au 1/96e de statère. Par contraste, le statère phocaïque comprenait un ou deux carrés. À cette diversité des poinçon s'ajoute une diversité des étalons. Le statère lydo-milésien pèse 14 g d'électrum et le statère phocaïque 16 g. Il existe même deux étalons différents à Samos : le samien lourd (18 g) et le samien léger (13,5 g).
La diversité des lieux émetteurs laisse à penser que la monnaie s'est très tôt liée à un territoire donné, sur lequel elle avait cours à l'exclusion de toutes les autres. Un terme grec rend d'ailleurs rapidement compte de cette liaison, le dokima ou souveraineté monétaire. Ce dokima ne correspond pas nécessairement aux frontières politiques. Georges Le Rider postule ainsi l'existence d'unions monétaires entre plusieurs cités et centres de pouvoirs, dont rendrait compte la similarité des poinçons et des étalons sur des territoires assez étendus. Ces différents dokima entretiennent également des relations commerciales, ce qui provoque l'apparition de l'une des principales activités financières humaines, le change : « Des parités de change furent définies entre les monnaies de ce système et des accords de convertibilité furent conclus entre les cités de Milet, d'Éphèse et le royaume lydien ». Ces pratiques nouvelles tendent à favoriser le commerce intérieur : tout échange d'un dokima à un autre entraîne une moins-value provoquée par le change.

### La fonction
On dispose d'un certain nombre d'indices sur le comment de la monnaie. Par contraste, le pourquoi, reste ouvert à plusieurs conjectures. Il n'existe en effet aucune source d'époque décrivant les motivations des premiers monnayeurs : les premières descriptions historique du monnayage lydien lui sont postérieures d'au moins un siècle. En l'absence de supports textuels, plusieurs théories, plus ou moins distinctes, continuent de s'opposer, reflétant parfois les présupposés de telle ou telle école de pensée économique ou historiographique. Depuis deux ou trois décennies, l'une d'entre elles tend néanmoins à s'imposer : la théorie du profit fiscal, étayée par le décalage significatif entre la valeur nominale et la valeur métallique des premières pièces.

#### La théorie du commerce privé

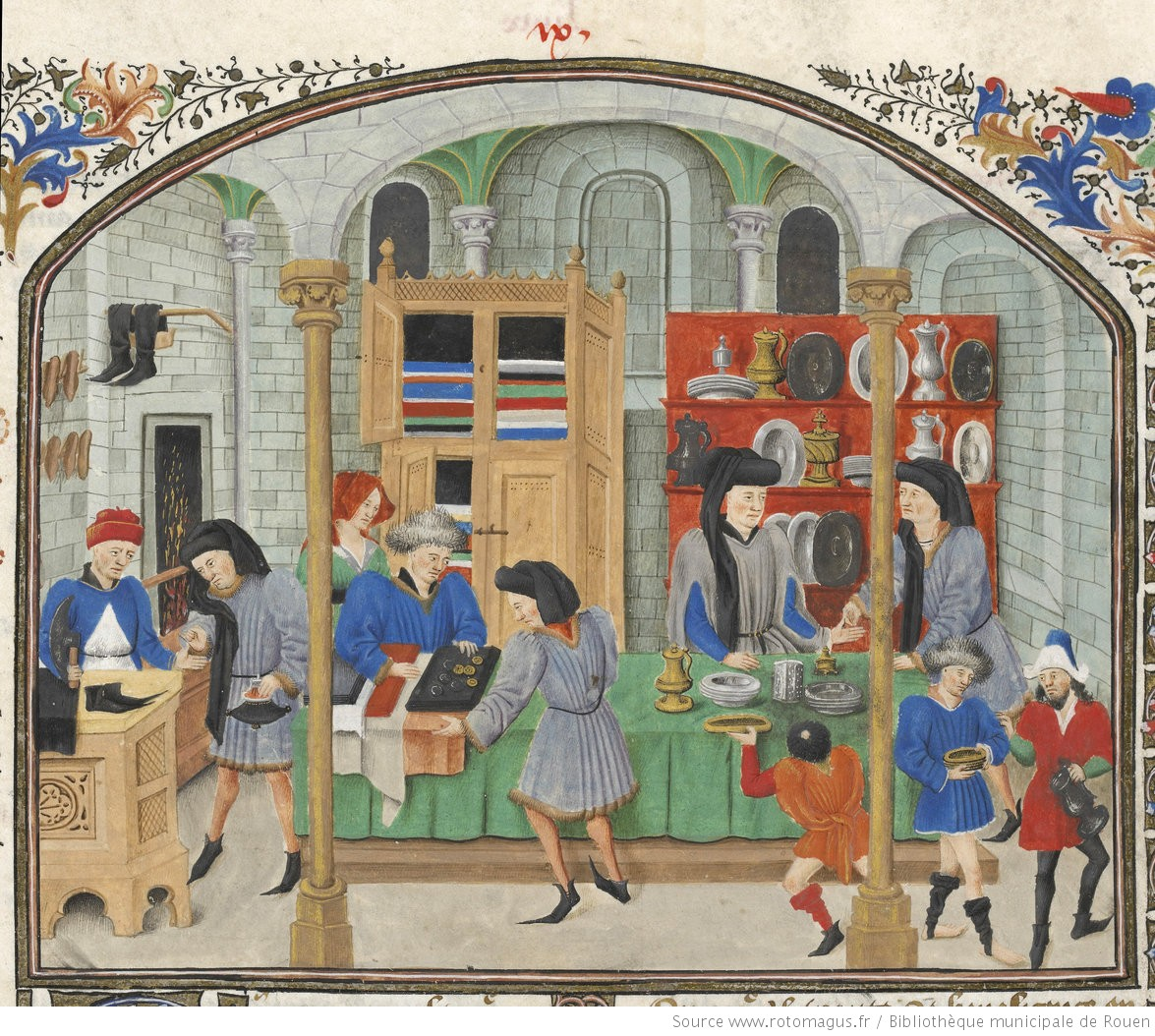
La monnaie, commune mesure des échanges commerciaux : illustration de la théorie d'Aristote, édition de 1454-1455 d'après la traduction de Nicole Oresme.

Il s'agit manifestement de la théorie la plus ancienne, puisqu'elle a été exposée pour la première fois par Aristote. Dans les Politiques, le philosophe décrit un phénomène d'évolution graduelle de la monnaie. Les complications suscitées par le troc ont amené les hommes à s'accorder sur une matière référente « qui, tout en étant elle-même au nombre des choses utiles, ait la faculté de changer facilement de main pour les besoins de la vie ». Puis, dans un second mouvement de simplification, la matière est définie par « l'apposition d'une empreinte, pour éviter d'avoir sans cesse à les mesurer ». Aristote paraît ainsi attribuer l'invention de la monnaie à des investisseurs privés : l'innovation technique qu'elle représente découle avant tout de considérations pratiques (s'épargner des pèses systématiques, faciliter les échanges).
En raison de la proximité chronologique entre Aristote et l'apparition du monnayage en Lydie et en Grèce, sa théorie a été favorisée par les premières grandes synthèses académiques sur l'origine de la monnaie. Publiée en 1897, Les origines de la Monnaie d'Ernest Babelon exclut d'emblée l'État du processus : « nous sommes en présence de monnaies jetées dans la circulation par des particuliers, avec leurs marques personnelles ou bien les armes des villes où ils commerçaient : leur seul aspect démontre éloquemment que nulle règle, nul pouvoir public ne venait en entraver, en régulariser ou en surveiller l'émission ».
Il s'avère que cette théorie du troc primitif est un mythe propagé par des économistes libéraux comme Adam Smith. Les fouilles archéologiques ont mis en évidence que les monnaies circulaient peu d'un territoire à l'autre. De plus, les premières monnaies recouraient à un alliage très peu utilisé (et moins valorisé) en dehors de l'Asie mineure, l'electrum. Par contraste, la plupart des théories actuellement considérées par la communauté scientifique insistent sur le rôle prépondérant de l'État.

#### La théorie comptable
En 1958, Robert Manuel Cook formule une thèse comptable ou fonctionnaliste. Dans son optique, l'instauration de la monnaie vise avant tout à faciliter la gestion des comptes étatiques. Il s'agit en quelque sorte d'une technologie intellectuelle qui aurait contribué à renforcer l'efficacité de la bureaucratie, en facilitant les gros paiements administratifs (notamment vis-à-vis de mercenaires). Cette théorie a été reprise avec plusieurs variantes. Kraay insiste ainsi sur la complexité croissante de la comptabilité étatique : un peu à l'instar des marchands d'Aristote, les fonctionnaires auraient entrepris cette innovation pour s'épargner les pèses systématiques.
Georges le Rider soulève plusieurs critiques à l'égard de cette théorie comptable. Il souligne que le rôle économique et administratif des États mésopotamiens était beaucoup plus important que celui de l'État lydien. L'apparition du monnayage surviendrait curieusement dans un cadre politique où les besoins en matière de gestion comptable étaient moins prononcés.

#### La théorie du profit fiscal
La théorie du profit fiscal constitue aujourd'hui le paradigme le mieux accepté par les historiens numismates. Elle découle initialement d'une observation assez surprenante. Dans une étude consacrée aux monnaies romaines, Sture Bollin remarque que les alliages sont systématiquement d'une qualité inférieure à ce que laissait entendre la valeur nominale. Ce décalage se révèle encore plus prononcé dans les monnaies lydiennes. L'alliage d'electrum est censé comprendre 70 % d'or et 30 % d'argent. En réalité cette proportion est beaucoup plus basse. Le recensement effectué par Robert Wallace montre que « La proportion d'argent des premières pièces d'electrum varie de 20 % à 75 %. La grande majorité des pièces comprend plus de 45 % d'argent ». Ce décalage entre valeur nominale et valeur réelle se retrouve tout au long de l'antiquité gréco-romaine, ce qui confirme, vraisemblablement, son caractère intentionnel.
Le supplément de valeur issu de ce décalage assure plusieurs fonctions. Il permet déjà de financer la frappe monétaire à une époque où les techniques métallurgiques demeurent peu sophistiquées et, donc, onéreuses. Il constitue également une forme d'impôt déguisée. À chaque conversion d'or et d'argent l'administration touche un profit allant de 15 à 20 % en moyenne. Ce taux de conversion n'est pas immobile et peut évoluer au gré des besoins de l'État. Cette marge de manœuvre autorise un certain nombre de manipulations. En 525, le tyran athénien Hippias retire les monnaies en circulation et les frappe de nouveau avec une qualité métallique inférieure. Cette opération lui rapporte un gain personnel important.
À ce profit monétaire direct, s'ajoutent plusieurs avantages indirects. L'État impose un taux de change avec les monnaies étrangères. Il établit ainsi une taxe permanente sur le commerce extérieur. De plus, l'usage de la monnaie facilite vraisemblablement les perceptions d'impôt directs : il n'est plus nécessaire de recourir à des pesées fastidieuses, ce qui améliore l'efficacité de la bureaucratie.
Ainsi, la création de la monnaie répondrait avant tout à une visée politique. L'État lydien est plus faible que les anciens royaumes mésopotamiens : il n'encadre que partiellement la production agricole, principalement détenue par de grands propriétaires terriens. Par conséquent, il peine à équilibrer son budget et à assurer ses frais de fonctionnement. L'introduction de la frappe remédie à cette situation instable. L'État monnaye sa garantie et son autorité symbolique. La valeur des pièces ne résulte pas seulement de leur poids métallique mais, également, de la signature qu'elles portent. Cette mutation s'accompagne de plusieurs innovations symboliques. L'autorité monarchique est ainsi qualifiée de kopelas, soit « celui qui définit la valeur des choses ».

#### La théorie religieuse
Selon l'historien allemand Bernhard Laum (de), la monnaie a une origine religieuse, jouant le rôle de symbole, de substitut au cours de l'évolution historique, aux victimes initiales qui étaient des êtres humains. 

#### Autres théories et interprétations
Moses I. Finley a développé une interprétation assez proche de la théorie comptable. S'inscrivant dans une optique plutôt keynésienne, il attribue à la monnaie une fonction de message patriotique. La création du dokima et le soutien au commerce extérieur aurait contribué à favoriser l'union politique que ce soit au sein de la monarchie lydienne ou entre plusieurs États d'Asie mineure : « La fierté et le patriotisme constituaient un motif sérieux et suffisant, bien plus significatif que la plupart des historiens et des numismates ne semblent disposés à le croire ».
S'appuyant sur une autre réflexion numismatique d'Aristote, présentée dans l'Éthique à Nicomaque, Édouard Will a proposé une explication originale de la fonction originelle de la monnaie. Son optique n'est ni commerciale, ni administrative mais morale et politique. Dans la Grèce des cités, la monnaie constituerait « L'instrument d'évaluation d'une justice sociale rétributive, destinée à maintenir la réciprocité des rapports sociaux sur le plan de la justice ». Pour étayer sa démonstration, Will s'appuie sur l'étymologie de l'appellation grecque de la monnaie : nomisma. Ce terme est étroitement apparenté au nomos, la loi, mais aussi la norme éthique. La monnaie s'impose ainsi comme un outil de régulation sociale et de rationalisation des relations humaines au sein d'une communauté donnée. À défaut de concorder avec les données archéologiques, l'explication de Will garde sa pertinence pour penser l'acclimation de la monnaie en Grèce antique.

## Premières diffusions de la monnaie
La notion de monnaie se répand très rapidement. Vers 500 av. J-C, soit à peine un peu plus d'un demi-siècle après les premières émissions lydiennes, les pièces circulent sur une zone géographique s'étendant des colonies occidentales du monde grec aux confins indiens de l'empire perse. Selon Georges le Rider, cette dissémination considérable s'explique essentiellement par deux facteurs : l'intérêt fiscal tiré du décalage entre la valeur nominale et la valeur métallique et la portée politique que confère la signature de l'autorité émettrice. Dans la mesure où elle renforce l'efficacité de l'administration et où elle impose son monopole sur un territoire donné, la monnaie constitue un signe fort d'autonomie et d'indépendance.
Ainsi encouragée, la généralisation de l'instrument monétaire entraîne une mutation profonde des structures de l'échange, qui se répercute sur l'ensemble des sphères d'activité humaines. Pour Alain Bresson, « l'essor du monnayage antique constitua l'élément déclencheur d'une dynamique de production et d'échange, donc de croissance économique, pour une vaste zone de la Méditerranée ». Plus généralement, Clarisse Herrenschmidt voit dans l'introduction de la monnaie l'une des trois grandes ruptures sémiotiques de l'histoire humaine, aux côtés de l'apparition de l'écriture et de la mise au point du code informatique. 

### Perse
La conquête de la Lydie par la Perse en 547-546 av. J-C n'entrave pas le développement de la monnaie. Cyrus maintient la frappe des créséides d'or, vraisemblablement instituées par son prédécesseur, Crésus. Pendant les trois décennies suivantes, les Perses se contentent de maintenir les institutions monétaires d'Asie mineure en l'état, sans songer à les généraliser. 
Le début du règne de Darius marque une rupture par rapport à cette attitude passive : le roi met en place un monnayage spécifiquement perse, le darique, singularisé par la frappe d'une figure d'archer ou de roi-archer. Cette représentation demeure constante pendant toute l'existence de l'Empire perse, au point que, par métaphore, on qualifie le darique d'archer. La date exacte du début du monnayage est inconnue. Divers recoupements entre données archéologiques ont permis de le situer vers 510 av. J-C, sans que cette datation approximative ne fasse unanimité — certains chercheurs penchent pour une frappe dès 520 av. J-C. Signe de continuité par rapport aux créséides, le darique est principalement frappé en Asie mineure, notamment à Sardes.
Selon toute vraisemblance, le darique d'or ne connaissait qu'une seule subdivision, le sicle d'argent qui représente 1/20e de sa valeur. Ce nom de sicle constitue une survivance du shekel, l'unité de compte traditionnelle du Proche-Orient ancien. Le sicle se subdivise à son tour en deux unités plus restreintes : trité (ou tiers de sicle) et hecté (ou sixième de sicle). Ces deux unités restent cependant peu attestées. En raison de la valeur élevée du darique et du sicle, l'usage de la monnaie reste limité et affecte sans doute très peu l'économie domestique : exception faite de certains échanges conséquents, l'autarcie et/ou le troc restent la norme.
Selon le numismate Martin Price, ce n'était pas un monnayage impériale mais plutôt d'un monnayage de la Satrapie de Lydie.